# Muckross House
Muckross House (irl. Theach Mhucrois) – pałac w stylu wiktoriańskim z 1843 roku, w Killarney, hrabstwo Kerry (Irlandia).
W pobliżu jest także muzeum poświęcone hrabstwu, farma działająca "tradycyjnie", ogrody i ośrodek rzemiosł.

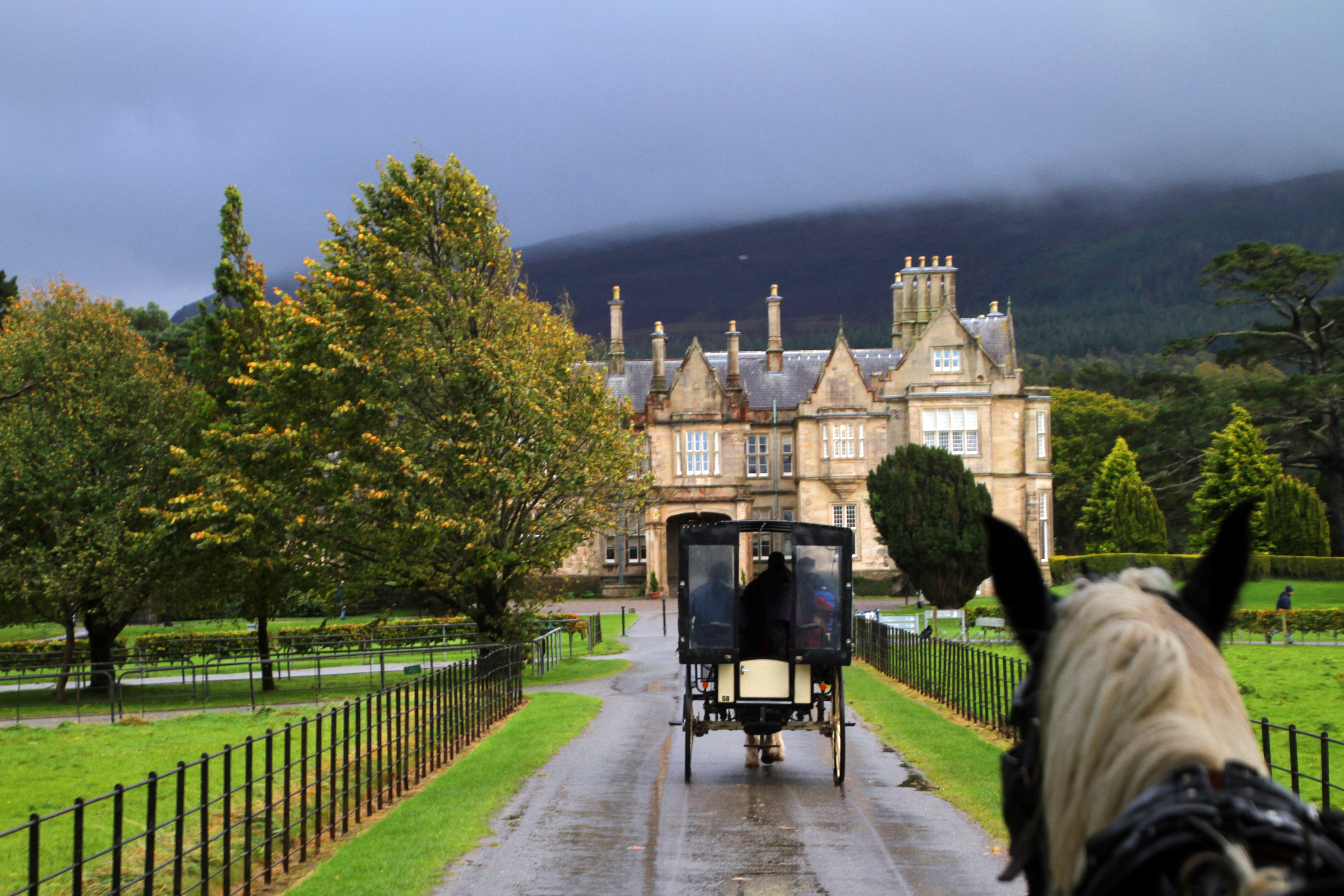
Podejście w powozie konnym
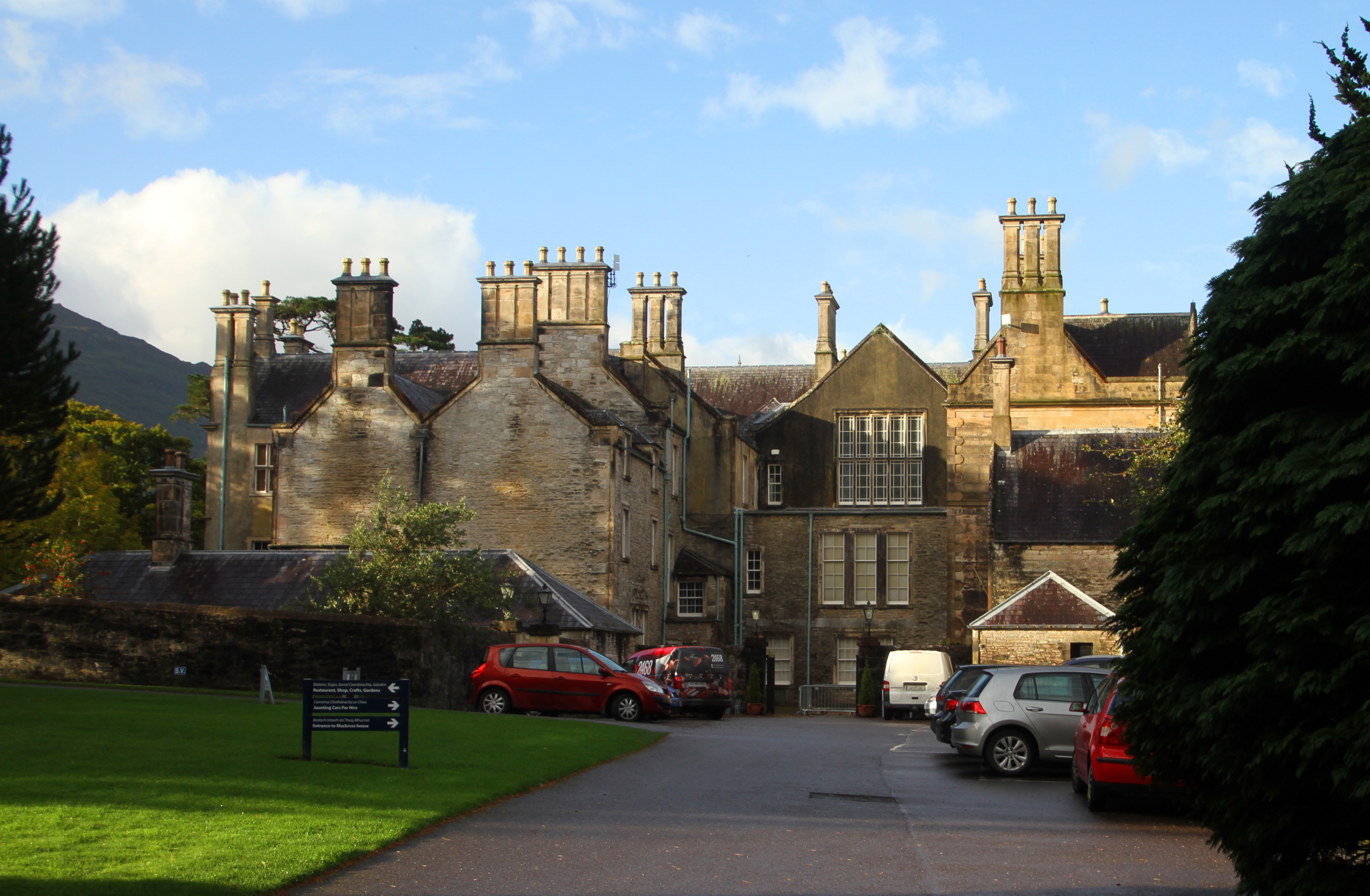
Muckross House
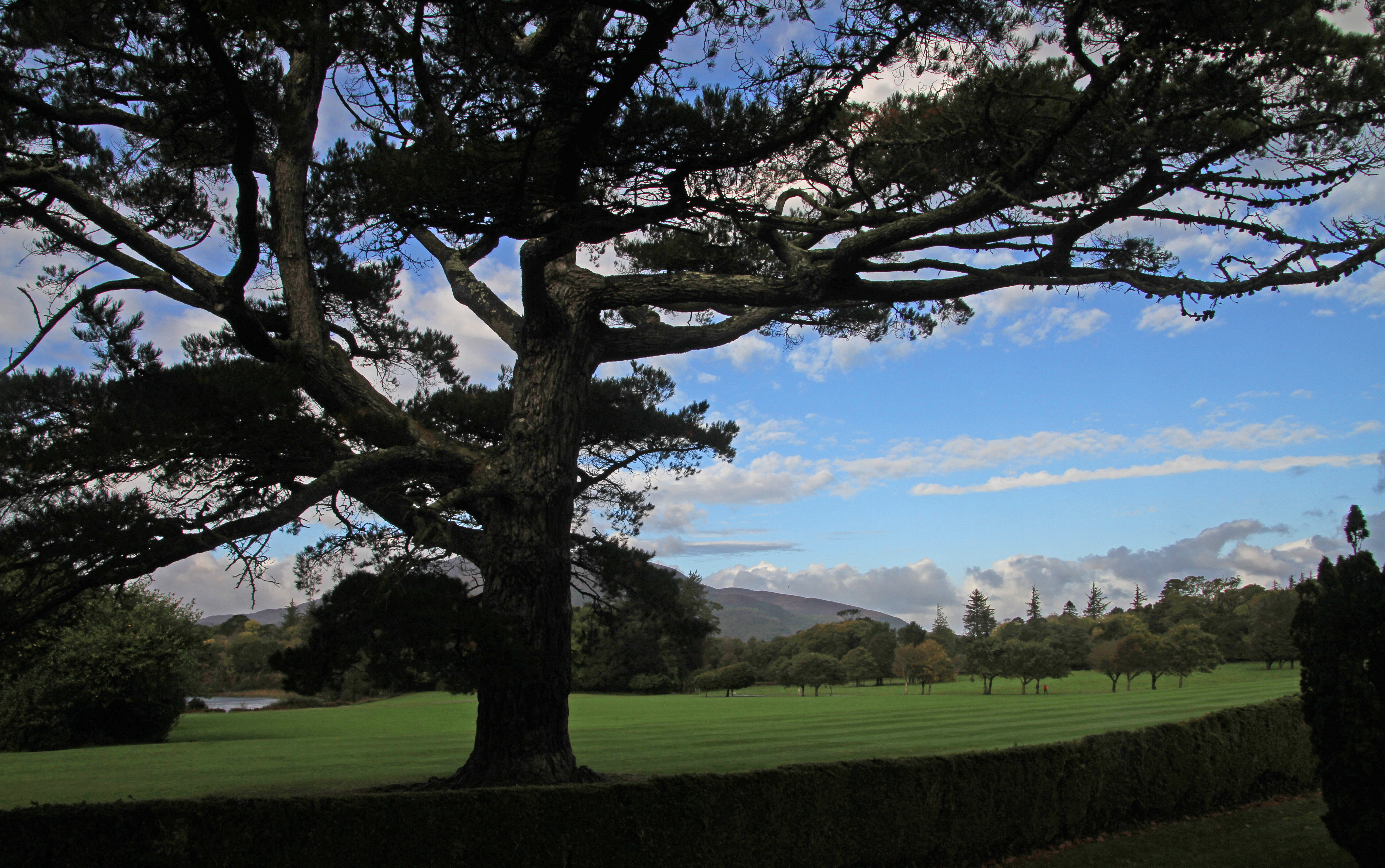
Ogrody Muckross
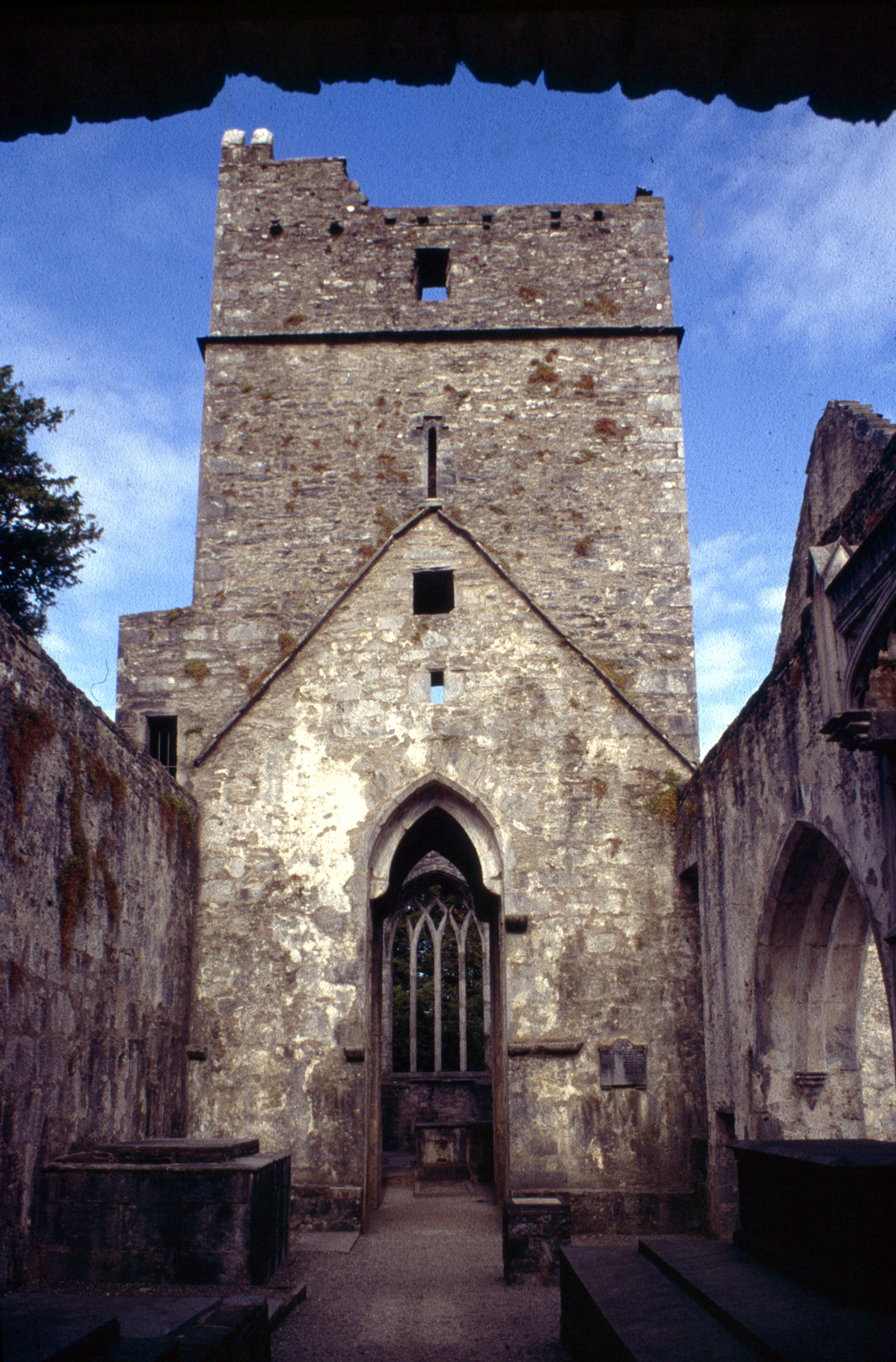
Opactwo Muckross